# Internet Crime Complaint Center
Pour les articles homonymes, voir IC3.
L’Internet Crime Complaint Center, connu aussi sous l'acronyme IC3, est une équipe multi-agences composée de personnels du Federal Bureau of Investigation (FBI), du National White Collar Crime Center (NW3C) et du Bureau of Justice Assistance (en) (BJA).

## Missions
La mission de l'IC3 est de servir de plaque tournante pour recevoir, traiter et attribuer les plaintes criminelles concernant le cybercrime. L'IC3 fournit aux plaignants de cybercrimes un mécanisme de déclaration pratique et simple pour alerter les autorités des violations civiles ou criminelles sur Internet. L'IC3 notifie les différents organismes chargés de l'application de la loi des plaintes.